# 濑江
濑江，位于中国广西壮族自治区百色市平果县东部，是右江左岸支流，发源于旧城镇菊良村堪屯北100米处，东南流经旧城镇驻地、龙马水库、坡造镇，在四塘镇明江村左纳盘龙河后转西南流，于那印村（旧属金沙乡）西南左纳驮好河后，沿苹果县与隆安县边界西流，至苹果县马头镇的驮玉屯南汇入右江。干流长58千米，流域面积677平方千米。